# 10. BAFTA-gála
A 10. BAFTA-gálát 1957-ben tartották, melynek keretében a Brit film- és televíziós akadémia az 1956. év legjobb filmjeit és alkotóit díjazta.

## Díjazottak és jelöltek
(a díjazottak félkövérrel vannak jelölve)

### Legjobb film és brit film
Patkányfogó

Reach for the Sky
- Amici per la pelle
- Babuci
- A River Plate-i csata
- Le défroqué
- A léha asszony
- Macsók és macák
- Gyilkosság
- A sosemvolt ember
- Az aranykezű férfi
- Piknik
- Haragban a világgal
- Árnyék
- Egy nyári éj mosolya
- A Town Like Alice
- Bajok Harryvel
- Háború és béke
- Yield to the Night

### Legjobb elsőfilmes
Eli Wallach – Babuci
- Stephen Boyd – A sosemvolt ember
- Don Murray – Buszmegálló
- Susan Strasberg – Piknik
- Elizabeth Wilson – Patterns

### Legjobb brit főszereplő
Peter Finch – A Town Like Alice
- Jack Hawkins – The Long Arm
- Kenneth More – Reach for the Sky

### Legjobb brit női főszereplő
Virginia McKenna – A Town Like Alice
- Dorothy Alison – Reach for the Sky
- Audrey Hepburn – Háború és béke

### Legjobb külföldi férfi mellékszereplő
François Périer – Patkányfogó
- Gunnar Björnstrand – Egy nyári éj mosolya
- James Dean – Haragban a világgal
- Pierre Fresnay – Le défroqué
- William Holden – Piknik
- Karl Malden – Babuci
- Frank Sinatra – Az aranykezű férfi
- Spencer Tracy – The Mountain

### Legjobb külföldi női mellékszereplő
Anna Magnani – Tetovált rózsa
- Carroll Baker – Babuci
- Eva Dahlbeck – Egy nyári éj mosolya
- Ava Gardner – Bhowani csomópont
- Susan Hayward – I’ll Cry Tomorrow
- Shirley MacLaine – Bajok Harryvel
- Kim Novak – Piknik
- Marisa Pavan – Tetovált rózsa
- Maria Schell – Patkánfogó
- Jean Simmons – Macsók és macák

### Legjobb forgatókönyv
A sosemvolt ember – Nigel Balchin
- A River Plate-i csata – Michael Powell, Emeric Pressburger
- The Green Man – Sidney Gilliat, Frank Launder
- Private's Progress – Frank Harvey, John Boulting
- Reach for the Sky – Lewis Gilbert
- Smiley – Moore Raymond, Anthony Kimmins
- Három ember egy csónakban – Hubert Gregg, Vernon Harris
- A Town Like Alice – W.P. Lipscomb, Richard Mason
- Yield to the Night – John Cresswell, Joan Henry

### Legjobb animációs film
Gerald McBoing Boing On Planet Moo
- Calling All Salesman
- Christopher Crumpet's Playmate
- History Of The Cinema
- The Invisible Moustache Of Raoul Dufy
- Love And The Zeppelin
- Rythmetic

### Legjobb dokumentumfilm
Az iszákosok utcája
- Foothold on Antarctica
- Generator 4
- A csend világa
- Under the same Sky

### Legjobb speciális film
A piros léggömb
- Man in Space
- On the Twelfth Day...
- Underwater Symphony
- The Door in the Wall
- The Ruthless One

### Egyesült Nemzetek-díj az ENSZ Alapokmányának egy vagy több elvét bemutató filmnek
Ha a világon mindenki ilyen volna
- To Your Health
- The Great Locomotive Chase
- Under the Same Sky